# Елизаветино (городской округ Шаховская)
Елизаветино — деревня в городском округе Шаховская Московской области России.

## Население
| 1852 | 1859 | 1926 | 2002 | 2006 | 2010 |
| ---- | ---- | ---- | ---- | ---- | ---- |
| 112  | ↘85  | ↗194 | ↘1   | ↗2   | ↗9   |

## География
Расположена примерно в 12 км к северо-востоку от районного центра — посёлка городского типа Шаховская, на правом берегу реки Хмелёвки, впадающей в Колпяну (бассейн Иваньковского водохранилища). В деревне две улицы — Полянка и Тихая. Соседние населённые пункты — село Белая Колпь, деревни Темниково, Васильевское, Полежаево и Беркуново.

## Исторические сведения
В середине XIX века деревня Елисаветино относилась к 1-му стану Волоколамского уезда Московской губернии и принадлежала князю Валентину Михайловичу Шаховскому. В деревне было 13 дворов, крестьян 53 души мужского пола и 59 душ женского.
В «Списке населённых мест» 1862 года Елизаветино — владельческая деревня 1-го стана Волоколамского уезда Московской губернии по левую сторону Московского тракта, шедшего от границы Зубцовского уезда на город Волоколамск, в 21 версте от уездного города, при речке Хмелевке, с 13 дворами и 85 жителями (43 мужчины, 42 женщины).
По данным на 1890 год входила в состав Кульпинской волости, число душ мужского пола составляло 47 человек.
В 1913 году — 25 дворов.
По материалам Всесоюзной переписи населения 1926 года — центр Елизаветинского сельсовета Раменской волости Волоколамского уезда, проживало 194 человека (88 мужчин, 106 женщин), насчитывалось 34 крестьянских хозяйства.
С 1929 года — населённый пункт в составе Шаховского района Московской области.
1994—2006 гг. — деревня Белоколпского сельского округа Шаховского района.
2006—2015 гг. — деревня сельского поселения Раменское Шаховского района.
2015 — н. в. — деревня городского округа Шаховская Московской области.